# Улыбин, Михаил Витальевич
Михаил Витальевич Улыбин (род. 31 мая 1971, Свердловск, РСФСР, СССР) — российский шахматист, гроссмейстер (1991).

## Биография
Родился в Свердловске. Выпускник школы № 110 г. Свердловска (1988).
Бронзовый (Тунха, 1989) и серебряный (Мамая, 1991) призёр первенства мира до 20 лет.
Серебряный призёр чемпионата России 1994 года.
Участник шахматной олимпиады 1994 в составе второй сборной России (бронзовый призёр).

## Спортивные достижения
| Год  | Город           | Турнир                          | + | − | = | Результат | Место |
| ---- | --------------- | ------------------------------- | - | - | - | --------- | ----- |
| 1991 | Москва          | 58-й и последний чемпионат СССР | 2 | 3 | 6 | 5 из 11   | 39—49 |
| 1994 | Элиста          | 47-й чемпионат России           | 4 | 0 | 7 | 7½ из 11  | 2     |
| 1996 | Элиста          | 49-й чемпионат России           | 4 | 3 | 4 | 6 из 11   | 12—24 |
| 1998 | Санкт-Петербург | 51-й чемпионат России           | 2 | 4 | 5 | 4½ из 11  | 45—52 |
| 2000 | Самара          | 53-й чемпионат России           | 4 | 4 | 3 | 5½ из 11  | 29—36 |
| 2003 | Биль            | Опен                            |   |   |   |           | 1     |
| 2003 | Красноярск      | 56-й чемпионат России           | 3 | 2 | 4 | 5 из 9    | 20—37 |
| 2007 | Биль            | Опен                            | 8 | 2 | 1 | 8½ из 11  | 1     |

## Изменения рейтинга
| Графики недоступны из-за технических проблем. См. информацию на Фабрикаторе и на mediawiki.org. |